# Secrets de família (pel·lícula)
Secrets de família (títol original en anglès: Keeping Mum) és una pel·lícula britànica de Niall Johnson, estrenada el 2005. Ha estat doblada al català.

## Argument
Walter Goodfellow és pastor protestant a la petita parròquia de Little Wallop, petit poble d'Anglaterra on tothom coneix tothom, sobretot la família del pastor... Sempre està ocupat amb les demandes incessants dels seus parroquians i l'elaboració d'un discurs que ha de fer davant els seus pars. Ocupat fins al punt que no veu que la seva dona, per manca de la seva presència, està a punt per marxar amb Lance, el seu professor de golf estatunidenc, que el seu fill és perseguit pels seus "camarades" i que la seva filla canvia de promès com de camisa. L'arribada de la nova governanta, Grace Hawkins, una encantadora senyora, arreglarà tots els problemes... però de manera una mica expeditiva, a cops de pala i de planxa...

## Repartiment
- Rowan Atkinson: Walter Goodfellow
- Kristin Scott Thomas: Gloria Goodfellow
- Maggie Smith: Grace Hawkins
- Tamsin Egerton: Holly Goodfellow
- Toby Parkes: Petey Goodfellow
- Patrick Swayze: Lance
- Emilia Fox: Rosie Jones
- Liz Smith: Mrs Parker
- James Booth: Mr. Brown
- Vivienne Moore: Mrs. Martin
- Patrick Monckton: Bob
- Rowley Irlam: Ted

## Al voltant de la pel·lícula
- La pel·lícula és dedicada a l'actor James Booth, que interpretava el paper de Mr. Brown.
- La pel·lícula ha estat rodada al poble de St. Michael Penkevil, prop de Truro (Cornualla).[3]

## Premis i nominacions

### Premis
- 2006. U.S. Comedy Arts Festival: premi per a Richard Russo i Niall Johnson en la categoria del millor guió de l'any.

### Nominacions
- 2006. London Critics Circle Film Awards: nominació per a Kristin Scott Thomas en la categoria a la millor actriu britànica de l'any.